# کاکس

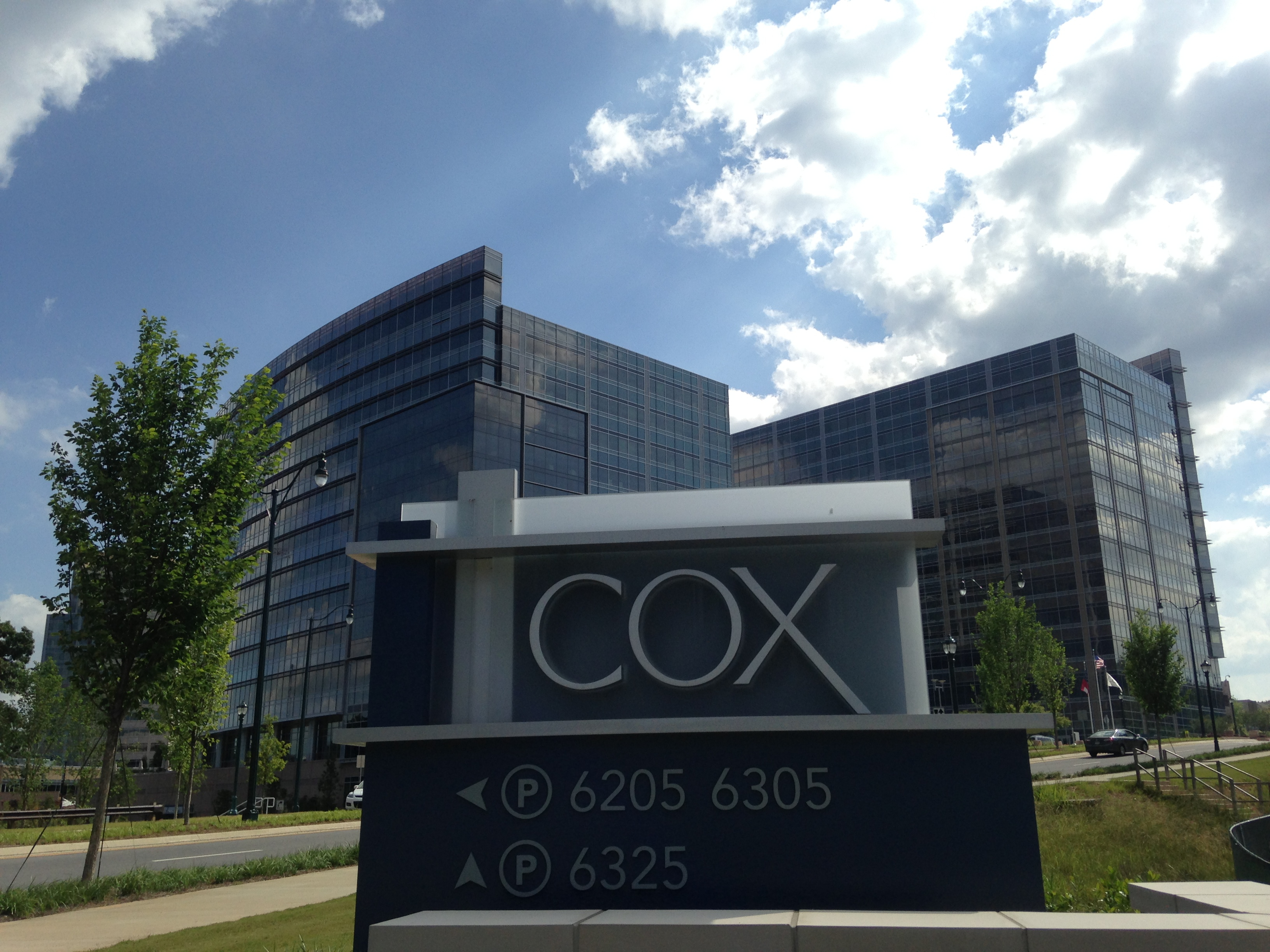
ساختمان مرکزی شرکت کاکس در سندی اسپرینگ، جورجیا

کاکس (به انگلیسی: Cox) شرکت خوشه‌ای آمریکایی است، که در زمینه مدیریت ایستگاه‌های رادیویی و شبکه‌های تلویزیونی، چاپ و انتشار روزنامه، ارائه خدمات مخابراتی و رساننده خدمات اینترنت، بنگاه تبلیغاتی و مدیریت رسانه‌های گروهی، همچنین ارائه خدمات اتومبیل، فعالیت می‌کند.
شرکت کاکس در سال ۱۸۹۸ توسط جیمز میدلتون کاکس در شهر دیتون، اوهایو تاسیس شد و در حال حاضر مالک چندین شرکت تابعه و فرعی مانند؛ کاکس اتوموتیو، شرکت ارتباطات کاکس (یکی از بزرگترین ارائه‌کنندگان اینترنت در ایالات متحده) و گروه رسانه‌ای کاکس (مالک بیش از ۱۰۰ شبکه تلویزیونی و رادیویی، همچنین شمار زیادی روزنامه و مجله) می‌باشد. دفتر مرکزی این شرکت در شهر سندی اسپرینگ، جورجیا قرار دارد و اکثریت سهام آن در اختیار خانواده کاکس می‌باشد.

## خرید آکسیوس
نیویورک تایمز هشتم اوت 2022 میلادی در مقاله ای از توافق اولیه کاکس و وبگاه خبری آمریکایی اکسیوس مبنی بر خرید اکسیوس توسط کاکس خبر داد و  ارزش روز اکسیوس را 525 میلیون دلار اعلام کرد. براساس این قرارداد اکسیوس همچنان توسط مدیران قبلی خود اداره خواهد شد. 